# エースアタッカー
エースアタッカー（英: Ace Attacker）は、単にエースと呼ばれ、バレーボールにおいてスパイク（アタック）攻撃における中心選手のことを指す。エーススパイカーと呼ばれることもある。

## 概要
従来は前衛でレフト側にまわる2名の対角ポジションに入るアウトサイドヒッター（ウイングスパイカー）をエースと呼び、セッターと隣り合わせでローテーションを行う選手を第一エース、その対角の選手を第二エースと呼んだ。第一と第二の区別は、第一エースのほうが攻撃が２名になるローテが一つ多く、負担が高いからである。ちなみに、一般には攻撃力を平均化させるために、第二エースは主力のセンタープレーヤーと隣位置でローテーションを行う。エースアタッカーは両サイドの平行トスや時間差攻撃のセミクイック、バックアタックやハイセット(二段トス)を担当する。レシーブが乱れたときの攻撃は、エースアタッカーが担うことになるため、どんな局面においてもスパイクを決められる技術、高く強いスパイクを放つためのパワー、まわりの選手からの厚い信頼がなければエースは務まらない。
時代とともに、この「エース」の役割も変化してきた。近年はセッター対角のオポジットに極めて攻撃力の高い選手が起用されるようになってきたため、ミドルブロッカーを除く3名のスパイカーの区別は必ずしも明確でなくなった。オポジットの選手がチームの主力である場合は、その主力選手をスーパーエースと呼ぶ場合もある。すなわち、現代では、必ずしもレフト側のアウトサイドヒッターがエースと呼ばれるわけではない。

## センターエース型の戦術
一般にミドルブロッカーはクイック(速攻)を担当し、オープントスや平行トス、ハイセット(かつての二段トス)のスパイクはレフト側やライト側のアウトサイドヒッターが担当する。しかしながら、たとえば高校女子のチームでは背の高い主力の選手をミドルにおいてブロックの軸とし、さらにその選手にセンターもしくはレフト・ライトから高めのトスを打たせるという極めてシンプルな戦術をとるケースもある。このようなケースは、センタープレーヤーが攻撃の主力になるので、「センターエース型の戦術」と言える。